# Agathémère
Ἀγαθήμερος
Compléments
auteur de Hypotyposes geographieae (τῆς γεωγραφίας ὑποτυπώσεις ἐν ἐπιτομῇ)
Agathémère (Ἀγαθήμερος en grec) est un géographe grec du IIIe siècle apr. J.-C.
Il est l'auteur d'un recueil de leçons en deux parties de géographie intitulé τῆς γεωγραφίας ὑποτυπώσεις ἐν ἐπιτομῇ et connu en français sous le titre latin Hypotyposes geographieae,. Les informations qu'il y donnent ne se rencontrent ni dans Ptolémée ni dans Strabon. La seconde partie de l'ouvrage est d'authenticité douteuse.